# 279号線 (チェコ)
ストゥデーンカ～ビーロヴェツ線（チェコ語: Železniční trať Studénka–Bílovec）は、チェコ国鉄の鉄道線の名称である。路線番号は279。
1890年、皇帝フェルディナント北部鉄道によって開業した。

## 運行形態
全て各駅停車で、2時間に1本の運行。時間帯によっては（特に平日は大半の時間帯で）、1時間間隔で運行される。ストゥデーンカで、270号線ブルノ方面特急と接続する。

## 駅一覧
以下では、チェコ国鉄279号線の駅と営業キロ、停車列車、接続路線などを一覧表で示す。なお、全て各駅停車である。
| 路線名 | 駅名                           | 駅間営業キロ | 累計営業キロ | 接続路線                                                                     | 所在地                 | 所在地               |
| ------ | ------------------------------ | ------------ | ------------ | ---------------------------------------------------------------------------- | ---------------------- | -------------------- |
| 279    | ストゥデーンカ駅               | -            | 0.0          | 270号線（オストラヴァ方面、ブルノ/プラハ方面） 325号線（シトランベルク方面） | モラヴィア・スレスコ州 | ノヴィー・イチーン郡 |
| 279    | ストゥデーンカ町駅             | 1.3          | 1.3          |                                                                              | モラヴィア・スレスコ州 | ノヴィー・イチーン郡 |
| 279    | ヴェルケー・アルブレフチツェ駅 | 4.7          | 6.0          |                                                                              | モラヴィア・スレスコ州 | ノヴィー・イチーン郡 |
| 279    | ビーロヴェツ駅                 | 1.4          | 7.4          |                                                                              | モラヴィア・スレスコ州 | ノヴィー・イチーン郡 |